# وسم (تصنيف)

الوسم (بالإنجليزية: Tag)‏ هو كلمة مفتاحية أو عبارة تصنف بها معلومة معينة (صورة، خريطة، تدوينة، مقطع فيديو، إلى آخره) هذه الوسوم يتم إدراجها بغرض وصف المادة أو المعلومة ولتسهيل البحث والتصنيف.
يدرج الوسوم عادة صانع المادة/كاتب التدوينة، أو المشاهد/المستهلك. تستخدم الوسوم لتصنيف ملفات الحاسوب، صفحات الويب، الصور الرقمية، العلامات المرجعية في خدمات المفضلات الاجتماعية، وفي متصفحات الويب الحديثة مثل فلوك والإصدارة الثالثة من فيرفكس.
عادة تكون المادة مصنفة بوسم واحد أو أكثر.

## مواقع ويب تستخدم الوسوم
- يوتيوب: موقع مشاركة وعرض مقاطع الفيديو، يستخدم الوسوم لتصنيف مقاطع الفيديو.
- فليكر:خدمة تسمح للمستخدمين بوسم الصور بوسوم عبارة عن أسماء وأفعال. ثم تستخدم هذه الوسوم في عملية البحث عن الصور.